# José de Chávarri
José Manuel de Chávarri Rodríguez Avial (ur. 11 marca 1897 w Madrycie, zm. 21 stycznia 1989 tamże) – hiszpański hokeista na trawie, uczestnik Letnich Igrzysk Olimpijskich 1928.
De Chávarri dostał powołanie na letnie igrzyska olimpijskie w Amsterdamie w 1928 roku. Wystąpił tam tylko w jednym spotkaniu fazy grupowej. Był to mecz rozegrany 17 maja, w którym Hiszpanie przegrali 1–5 z Niemcami. Hokeiści z Półwyspu Iberyjskiego przegrali też z Francuzami (1–2) i zremisowali 1–1 z Holendrami. Odpadł wraz z kolegami reprezentacyjnymi już w fazie grupowej. Na boisku występował w linii defensywnej; nie strzelił żadnego gola.
W olimpijskiej reprezentacji hokejowej znaleźli się też jego dwaj kuzyni: Bernabé i Enrique.